# Collegio uninominale Abruzzo - 01 (Senato della Repubblica 2020)
Il collegio elettorale uninominale Abruzzo - 01 è un collegio elettorale uninominale della Repubblica Italiana per l'elezione del Senato della Repubblica.

## Territorio
Come previsto dalla legge n. 51 del 27 maggio 2019, il collegio è stato definito tramite decreto legislativo all'interno della circoscrizione Abruzzo.
È formato dal territorio dell'intera regione Abruzzo (305 comuni).
Il collegio coincide con il collegio plurinominale Abruzzo - 01.

## Eletti
| Elezione | Elezione | Deputato             | Partito           |
| -------- | -------- | -------------------- | ----------------- |
|          | 2022     | Guido Quintino Liris | Fratelli d'Italia |

## Dati elettorali

### XIX legislatura
Come previsto dalla legge elettorale, 74 senatori sono eletti con sistema a maggioranza relativa in altrettanti collegi uninominali a turno unico.
| Candidati                                 | Candidati                           | Voti      | %     | Liste                                 | Voti    | %     |
| ----------------------------------------- | ----------------------------------- | --------- | ----- | ------------------------------------- | ------- | ----- |
|                                           | Guido Quintino Liris ✔️ Eletto      | 301 720   | 48,31 | Fratelli d'Italia                     | 170 181 | 27,25 |
| Forza Italia                              | Guido Quintino Liris ✔️ Eletto      | 301 720   | 48,31 | 75 767                                | 12,13   |       |
| Lega per Salvini Premier                  | Guido Quintino Liris ✔️ Eletto      | 301 720   | 48,31 | 51 685                                | 8,28    |       |
| Noi moderati/Lupi - Toti - Brugnaro - UDC | Guido Quintino Liris ✔️ Eletto      | 301 720   | 48,31 | 4 087                                 | 0,65    |       |
|                                           | Massimo Carugno                     | 133 448   | 21,37 | Partito Democratico-IDP               | 100 829 | 16,14 |
| Alleanza Verdi e Sinistra                 | Massimo Carugno                     | 133 448   | 21,37 | 16 441                                | 2,63    |       |
| +Europa                                   | Massimo Carugno                     | 133 448   | 21,37 | 12 213                                | 1,96    |       |
| Impegno Civico - Centro Democratico       | Massimo Carugno                     | 133 448   | 21,37 | 3 965                                 | 0,63    |       |
|                                           | Isidoro Gianluca Malandra           | 116 909   | 18,72 | Movimento 5 Stelle                    | 116 909 | 18,72 |
|                                           | Gianfranco Claudio Felice Giuliante | 38 006    | 6,09  | Azione - Italia Viva - Calenda        | 38 006  | 6,09  |
|                                           | Aldo Di Bacco                       | 11 977    | 1,92  | Italexit                              | 11 977  | 1,92  |
|                                           | Raffaele D'Agata                    | 10 175    | 1,63  | Unione Popolare                       | 10 175  | 1,63  |
|                                           | Gianluca Baldini                    | 7 875     | 1,26  | Italia Sovrana e Popolare             | 7 875   | 1,26  |
|                                           | Nino Bruno                          | 2 798     | 0,45  | Vita                                  | 2 798   | 0,45  |
|                                           | Laura Leone                         | 1 649     | 0,26  | Alternativa per l'Italia (PdF - Exit) | 1 649   | 0,26  |
| Totale                                    | Totale                              | 624 557   | 100   |                                       | 624 557 | 100   |
|                                           |                                     |           |       |                                       |         |       |
| Voti non validi                           | Voti non validi                     | 32 576    | 4,96  |                                       |         |       |
| Votanti                                   | Votanti                             | 657 133   | 63,99 |                                       |         |       |
| Elettori                                  | Elettori                            | 1 026 974 |       |                                       |         |       |